# Fornace Cavallini
La Fornace Cavallini è un'antica fabbrica di mattoni e laterizi in genere, costruita nella seconda metà dell'Ottocento a Castelvetro di Modena lungo la valle del torrente Guerro. Tra le prime industrie italiane a dotarsi di un forno Hoffmann per la produzione "a fuoco continuo", è costituita da alcune costruzioni caratteristiche e di alto pregio storico che, avendo mantenuto nel tempo la propria integrità architettonica, sono divenute un'importante testimonianza di archeologia industriale a documentazione di attività e tecnologie del passato.

## Storia
L'area di Ca' de' Plessi (toponimo attestato in un documento del Registro delle partite catastali dell'Archivio di Stato di Modena) fu acquistata da Erasmo e Lamberto Cavallini, figli di Arcangelo e già proprietari di due o tre piccole fornaci, che qui, fra il 1875 e il 1882, impiantarono l'allora rivoluzionario forno Hoffmann. Tutti i forni di quel tipo della provincia di Modena sono a pianta ovale allungata, compreso quello dei Bentivoglio-Vigarani in frazione San Damaso a Modena, che è il più antico e fu costruito nel 1885. Il forno dei Cavallini è invece l'unico a pianta circolare, una tipologia antecedente e quindi anteriore al 1885.
La fornace si distinse subito per i "pezzi speciali" e gli "ornamenti" che produceva, tuttora testimoniati non solo nell'abitazione eretta accanto al forno (1903-1905), ma anche nella chiesa parrocchiale (1897-1907) e nel campanile (1929-1930) di Castelvetro di Modena, in quella di Sant'Egidio a Ospitaletto (1930-1934) e in molti fabbricati della zona che utilizzarono le terrecotte Cavallini sia come strutture sia come abbellimento.
All'inizio del Novecento (1905-1906), la lavorazione venne meccanizzata con l'introduzione dei motori a scoppio e poi dell'elettricità. Verso il 1923 la "Premiata fabbrica laterizi a mano ed a macchina Lamberto Cavallini & Figlio", passata nelle mani del figlio Alpino, anticipò l'evoluzione del settore cominciando a realizzare i primi limitati quantitativi di prodotti in gres rosso che, dieci anni dopo, avrebbero sostituito la tradizionale fabbricazione di laterizi.
Morto Alpino nel 1947, gli subentrarono Giorgio e gli altri figli che nel 1953 avviarono la produzione di smalti. Nei primi anni sessanta, sulla spinta dei cambiamenti introdotti nella vicina Sassuolo che indirizzarono la produzione verso il settore specifico dei pavimenti e rivestimenti, mentre si tentava senza successo l'avventura calabrese, il forno Hoffmann venne disattivato e, accanto, gli fu costruito (1968) lo stabilimento della 3 Cavallini, un'industria ceramica moderna dotata di forno a tunnel, che storicamente è il successore di quello Hoffmann.
Cessata la smaltatura nel 1974, anche l'attività ceramica venne chiusa nel 1985 e l'antica "Ditta Lamberto Cavallini" sopravvive oggi solo con l'attività immobiliare (affitto di locali e capannoni). Non più utilizzato da mezzo secolo, il forno Hoffmann si presenta in stato di degrado, nonostante alcuni interventi indispensabili per impedirne il crollo. Le strutture portanti sono fortemente lesionate ed anche i materiali sono in uno stato di avanzato decadimento: sia nel corpo del forno, soprattutto a causa dell'umidità che risale dal terreno, sia nella tettoia di copertura a causa delle infiltrazioni d'acqua che hanno prodotto alcune fessure.

## Il complesso
Il sito si trova 1 km a sud del centro abitato di Castelvetro, presso la località Casa Re, sulla via Sinistra Guerro. In passato vi si accedeva attraverso un vasto piazzale antistante la fornace, ricoperto di ghiaia, che veniva utilizzato per la preparazione dell'argilla e la formatura dei mattoni. Le aree laterali erano riservate agli essiccatoi, in cui i manufatti venivano disposti ad asciugare e seccare all'aria aperta o sotto tettoie ricoperte con stuoie; una volta essiccati, i prodotti passavano alla successiva fase di cottura. Sul retro, invece, la collina di monte Baranzone proteggeva il complesso dall'impeto dei venti e vi si trovava anche la cava dalla quale era estratta la materia prima per la produzione. Ai piedi della collina era tenuto libero uno spiazzo, dove l'argilla veniva lasciata esposta agli agenti atmosferici per un'intera stagione.
Le costruzioni più antiche, anteriori alla fornace, si trovavano ai margini del piazzale ed erano usate come abitazioni (la borgata Ca' de' Plessi). Una volta edificata la fornace, intorno le sorsero gli altri edifici con finalità produttive: la fabbrica dei mattoni e, perpendicolare ad essa, l'essiccatoio dei tavelloni con una specie di "parete mobile" per consentire una maggior ventilazione ed evitare pericolosi sbalzi di temperatura; all'intersezione dei due edifici fu eretta la ciminiera; di fronte al forno, i due pozzi esagonali da cui prelevare l'acqua per la lavorazione dell'argilla e, poco distante, una bassa costruzione poi riservata agli uffici.
Il primo edificio costruito dopo il forno e al suo lato fu la casa padronale: tipico esempio di abitazione piccolo-borghese di fine Ottocento, la struttura architettonica è semplice ma impreziosita da una decorazione muraria esterna di mattoni a vista prodotti nella fornace stessa, realizzata in due delicate tonalità di colore.
L'aspetto attuale del complesso è molto diverso rispetto al passato, quando la fornace era attiva, anche perché gli spazi destinati alla produzione, a seguito della cessazione dell'attività, sono stati in parte frazionati e venduti. Inoltre sono stati recentemente costruiti altri edifici industriali, mentre gli edifici accessori sono stati destinati ad usi diversi e nella zona sud, dove si trovavano gli essiccatoi, ora sorgono dei capannoni. Solo l'antico forno e la casa padronale sono rimasti intatti e quest'ultima è abitata dall'attuale proprietario.

## Il forno Hoffmann
Architettonicamente, il forno Hoffmann è costituito da un'ampia tettoia circolare (con la parte centrale soprelevata) sorretta da tre circuiti di pilastri. L'enorme copertura, realizzata in legno, è costituita da 14 falde, ognuna delle quali è impostata su tre travi portanti, di cui due perimetrali e una centrale, disposte in senso radiale; su queste ultime poggiano le travi secondarie, che dividono ogni falda in cinque settori; infine, sopra a queste ci sono i travetti che reggono il manto di copertura, costituito da coppi.
I pilastri portanti sono in laterizio e a pianta quadrata. Il circuito più esterno, formato da 28 pilastri, delimita una sorta di porticato che gira tutt'attorno al forno. Più interno e concentrico al primo c'è il secondo circuito, sempre di 28 pilastri, addossato al corpo della fornace: da terra salgono oltre il piano di calpestio superiore, delimitandolo. Ancor più all'interno si trova il terzo circuito, formato da 14 pilastri che sbucano al centro del pavimento del piano rialzato e vanno a reggere la piccola copertura centrale.  
Anche il forno è in laterizio ed è costituito, al piano terra, da un tunnel continuo: è la galleria di cottura, suddivisa in 14 camere e collegata all'esterno da altrettante aperture nella parete esterna, le porte di servizio per il carico e lo scarico dei laterizi. Pure la parete interna della galleria è dotata di 14 piccole aperture, praticate appena sopra il livello del terreno: sono gli sfiati del fumo, collegati tramite condotti al canale del fumo, che è una seconda galleria concentrica a quella di cottura, ma di dimensioni inferiori e sotterranea, che va ad allacciarsi tramite un condotto sotterraneo alla ciminiera, alta 22 metri e staccata dal corpo della fornace. Gli sfiati, molto importanti per regolare il processo di cottura, venivano aperti e chiusi tramite valvole comandate da tiranti che scorrevano dentro dei fori praticati nella volta del canale del fumo. Le maniglie dei tiranti sono tuttora visibili nel pavimento del piano superiore, cui si accedeva tramite una scala di legno situata sotto il porticato esterno.
Al piano superiore, i 14 pilastri che reggono la copertura centrale delimitano anche la zona in cui veniva posta la scorta di carbone per alimentare le varie camere di cottura.
Non si hanno notizie certe riguardo alla sua costruzione, ma la memoria popolare concorda nel raccontare che l'enorme copertura sia stata assemblata a terra e poi innalzata costruendovi sotto i pilastri, secondo un procedimento inverso rispetto alla norma. Importante fu comunque poggiare il tetto su sostegni indipendenti dalle pareti, onde evitare la dilatazione termica provocata dal calore. All'esterno dei forni Hoffmann venivano costruiti dei grossi contrafforti tra una porta di servizio e l'altra, mentre la muratura veniva realizzata con due muri paralleli collegati ad intervalli da piccoli contrafforti trasversali. Lo spazio intermedio tra i due muri veniva riempito di sabbia e cenere, materiali poco conduttori di calore che avrebbero limitato le dispersioni termiche.

## Tecniche di lavorazione

### Estrazione dell'argilla
Alla fine di novembre e per tutto l'inverno il forno cessava l'attività e si cominciava a preparare l'argilla per la primavera. Innanzitutto si ripuliva la cava dalla vegetazione scavando per un metro per eliminare le radici dal terreno. Con zappe e picconi si scalzavano quindi gli spezzoni d'argilla, che venivano ammassati in un apposito spiazzo per essere annacquati e riposare poi tutto l'inverno (processo di "ibernazione"). A primavera l'argilla, divenuta un blocco unico e compatto, veniva suddivisa in sezioni minori per la lavorazione.

### Lavorazione manuale dell'argilla
Secondo il procedimento tradizionale, per fabbricare i mattoni si utilizzava un impasto d'argilla molto umida con cui si riempivano gli appositi stampi in legno o in metallo. Attraverso operazioni di battitura e compressione si dava la forma ai manufatti e l'argilla in eccesso veniva asportata con un raschietto, una semplice tavoletta di legno fatta strisciare sui telai. Infine gli stampi venivano ribaltati e si estraevano i mattoni, che venivano fatti essiccare e poi cuocere.
Nella Fornace Cavallini l'argilla veniva "ammollata" per un'intera giornata in una buca riempita d'acqua. L'indomani l'acqua rimasta veniva fatta defluire e con una pala di legno si estraeva l'argilla ammucchiandola di fianco alla buca. Quindi la si impastava a mano spostandola in un altro cumulo. Ripetuto tre volte quel procedimento, l'argilla veniva trasportata ai banchi di lavoro. Qui il "maestro" la deponeva nello stampo, precedentemente cosparso da uno strato di sabbia finissima che avrebbe agevolato la fuoriuscita del manufatto finale, la batteva, la pareggiava con un listello di legno e la lisciava con la mano bagnata. Quando il mattone era formato ed essiccato a secco al punto giusto, il "garzone" rovesciava lo stampo estraendo il mattone per ripulirlo con il raschiatore dalle imperfezioni, togliere le sbavature e renderne perfetti angoli e spigoli.

### Lavorazione meccanica dell'argilla
La lavorazione a macchina si effettuava con un nastro trasportatore che rovesciava i blocchi d'argilla in una vasca di ferro dove venivano frantumati da lame taglienti. Un getto d'acqua scioglieva e manteneva costantemente morbido l'impasto, mentre un'elica lo sospingeva avanti schiacciandolo fra due rulli. Ne usciva una striscia liscia e compatta che, passando nello stampo, assumeva la forma del laterizio desiderato, ad esempio un coppo.
Quando il laterizio usciva dallo stampo, una donna - la "ciapadóra" - lo afferrava con un apposito attrezzo chiamato coppina, lo assestava con cura battendolo più volte e lo appoggiava su un banchetto sul quale due fili d'acciaio tagliavano l'argilla in eccesso, dando così la forma definitiva al coppo. 
A questo punto, un uomo li trasportava, su carretti a due piani, nell'aia ben pareggiata dove altre due donne, con una coppina dal manico lungo, li deponevano allineati a terra e lì rimanevano per qualche tempo. 
Per i mattoni occorreva utilizzare più terra, rispetto a quella necessaria per realizzare altri prodotti; infatti se ne producevano in minor quantità, anche perché serviva più tempo.
Una volta conclusa la lavorazione, essi venivano trasportati per mezzo di un carretto - a un solo piano, con due ruote e i piedi per appoggiarlo - e depositati ad asciugare "in grezza", cioè in modo che l'aria vi potesse circolare, sotto lunghe tettoie o portici.

### Essiccazione dei mattoni
Due donne appoggiavano i coppi che lasciavano riposare e asciugare disposti in modo che l'aria vi circolasse e che non si attaccassero fra loro. Quando erano completamente asciutti si deponevano nel magazzino, in attesa di essere cotti. I mattoni, trasportati tramite delle carriole, venivano disposti sotto lunghe ma strette tettoie. Quando si vedeva arrivare il brutto tempo, si coprivano i coppi e i mattoni con stuoie fatte con piccole canne.

### Cottura dell'argilla
La fornace Cavallini è formata da 14 forni, ogni forno ha 9 bocche (posizionate sul soffitto della volta), chiamate dai fuochisti campanèli, da cui veniva buttato giù il carbone per alimentare il fuoco, con una pala dal manico lungo 80 cm.
Complessivamente occorreva alimentare il fuoco in tre forni, perciò si utilizzavano 27 bocche, dei tre forni (es. camere 7-8-9), solo quello centrale (camera 8) era in cottura a pieno regime, il primo (camera 7) conteneva i mattoni già cotti e si lasciava raffreddare e l'ultimo (camera 9) conteneva i mattoni ancora crudi e lentamente raggiungeva la temperatura di cottura.
Il fuoco nella camera di cottura veniva acceso tramite della legna sistemata insieme alla catasta di mattoni, solo quando il fuoco era vivo veniva gettato il carbone dall'alto tramite le bocche di alimentazione per far sì che si raggiungesse la giusta temperatura di cottura (circa 960°).
Di camera in camera il fuoco avanzava, nelle camere di cottura posizionate dalla parte opposta al fuoco, dove il materiale già cotto si era raffreddato, gli operai provvedevano all'estrazione del prodotto finito (camera 2) e alla successiva sistemazione dei laterizi da cuocere (camera 1).
Durante il funzionamento della fornace tutte le porte in corrispondenza delle camere di cottura venivano chiuse tramite due muri provvisori, lasciando un'intercapedine tra i due per garantire un perfetto isolamento; questi muri erano costruiti con mattoni e intonacati con un impasto di terra e sabbia.
Il tunnel di cottura veniva chiuso nel senso della larghezza, tramite un foglio di carta fissato alle pareti con una malta di terra e sabbia (affinché sigillasse perfettamente) in corrispondenza della camera precedente a quella in cottura (camera 14) e prima della porta aperta per lo scarico e carico dei materiali (in corrispondenza delle camere 1 e 2).
Questa parete di carta serviva per bloccare il passaggio dell'aria necessaria alla combustione e convogliarla al canale collettore dei fumi, infatti ogni camera di cottura aveva un'apertura, collegata a un condotto interno concentrico al tunnel di cottura a sua volta collegato al camino (che qui era esterno e non al centro dell'edificio), attraverso questo uscivano i fumi di combustione; tali aperture potevano essere aperte o chiuse sollevando o abbassando dei tappi in ghisa a forma di cono, che venivano manovrati dalla parte superiore della fornace dagli stessi fuochisti; durante la cottura tutte le aperture erano chiuse tranne quella posta immediatamente prima del diaframma di carta, in questo modo l'aria che entrava dall'unica porta lasciata aperta, percorreva tutto il tunnel fino al diaframma di carta, qui non potendo oltrepassarlo, era obbligata ad uscire dall'apertura di sfiato del fumo, posta a livello del pavimento dell'ultima camera prima di quella in cottura (camera 14).
Quando il fuoco avanzava la carta bruciava e la funzione di diaframma veniva svolta dal foglio posto nella camera successiva; al sabato il diaframma veniva costruito in mattoni crudi completato nella parte inferiore da una serranda in ferro estraibile (tutte le camere di cottura erano predisposte nella parte inferiore per sostenere tale serranda) per proteggere il diaframma di carta dall'avanzare del fuoco, infatti la domenica, giorno di festa, alla Fornace Cavallini gli operai non lavoravano, ma i fuochisti continuavano ad alimentare il fuoco, quindi questo avvicinandosi alla carta l'avrebbe bruciata impedendole di svolgere la propria funzione, il lunedì, levando la serranda, il fuoco passava oltre e il ciclo normale della fornace riprendeva il suo corso di carico, scarico e cottura.
Il camino della fornace, che in vecchie fotografie è ancora visibile in tutto il suo slancio e la sua imponenza, è stato abbassato dopo la guerra: era inclinato verso sud e rischiava di crollare, successivamente è stato abbassato ulteriormente.
Il combustibile più utilizzato per il funzionamento della fornace era il carbone, associato nella fase di accensione dei forni alla legna; il deposito centrale, sopra la fornace, conteneva fino a 200 quintali di carbone, con un grande secchio il fuochista riempiva apposite vasche poste presso le bocche di alimentazione dei forni, che ne contenevano 2-3 quintali.
Il forno vero e proprio non veniva mai spento. Tale tipo di organizzazione della lavorazione viene definito a fuoco continuo.

## Produzione della Fornace Cavallini
La Rivoluzione Industriale, che si stava affermando in Europa, oltre a formare uno stimolo per l'industrializzazione di sistemi produttivi, aveva causato una generale spinta innovativa che aveva portato alla costruzione delle ferrovie e dei porti, con le loro infrastrutture, e all'espansione delle città;
era quindi necessario far fronte all'accresciuta domanda di laterizi, a cui le fornaci monocamerali non erano più in grado di soddisfare, con un sistema di cottura più efficiente. Già all'inizio del 1800 erano cominciate delle sperimentazioni per mettere a punto un metodo di cottura migliore di quello intermittente, in grado di fornire in tempi più ristretti la quantità di laterizi maggiore e di qualità migliore. La risposta a questi nuovi bisogni è il forno Hoffmann che ottiene il superamento del vecchio sistema introducendo il ciclo continuo di cottura.
La maggior parte delle notizie sulle invenzioni di questo periodo, si diffondono in Italia attraverso la manualistica tecnica di settore pubblicata nei primi vent'anni del 1900. Adolfo Carena è l'autore di uno di questi numerosi manuali tecnici e riporta una descrizione del nuovo tipo di fornace e del suo funzionamento: Nella sua forma originale, il forno Hoffmann consiste in un canale circolare continuo, nella parete esterna del quale sono aperte, ad intervalli regolari, delle porte per l'introduzione e l'estrazione dei materiali.
In corrispondenza di ciascuna porta il canale di cottura può essere ostruito con diaframmi in ferro, aventi esattamente le dimensioni della sua sezione trasversale, che si manovrano dalla parte superiore della fornace alzandoli e abbassandoli a guisa di paratoie. Il tratto di canale compreso tra due successivi diaframmi prende il nome di "Camera di cottura".
Ogni camera presenta nella parete interna, verso il basso e all'estremità opposta di quella dove si trova la porta di servizio, un passaggio che sbocca in un canale collettore del fumo, concentrico al canale di cottura.
Questi passaggi possono venire chiusi con valvole, manovrabili dall'alto per mezzo di aste che passano dentro fori praticati nella volta del collettore del fumo. Il camino situato al centro della costruzione, comunica con il canale del fumo a quattro aperture. La volta del canale di cottura presenta numerosi fori e bocchette per l'introduzione del combustibile chiuse da un coperchio cavo di ghisa. I cui bordi affondano dentro uno strato di sabbia assicurando così la chiusura ermetica. Supponiamo che il forno sia in stato di funzionamento normale: nella camera 1 si sta introducendo il materiale fresco, dalla camera 2 si scarica il materiale cotto. Il servizio di infornaciamento e sfornaciatura si fa attraverso la porta 2, che è la sola aperta, mentre tutte le altre sono chiuse. Le camere 3;4;5;6 contengono dei prodotti che fanno già subito la cottura e si stanno raffreddando. Il fuoco si trova nelle camere 7 e 8 e viene alimentato col carbone che si getta dagli orifizi della volta. Le celle 9;10;11;12 contengono dei materiali crudi, che si stanno riscaldando. L'aria, richiama dal tiraggio del camino, entra nel forno per la porta 2, passa attraverso ai materiali cotti riscaldandosi progressivamente, giunge nella zona del fuoco e attiva la combustione.
I gas caldi che si producono, proseguendo sempre nella stessa direzione, vengono a contatto con i materiali crudi, ai quali cedono buona parte del calore, e si liberano, infine per il camino passando attraverso all'apertura dell'ultima camera, la cui valvola è sollevata a differenza di tutte le altre che sono chiuse. Terminata la cottura della camera 7, si toglie il registro tra le camere 12 e 1, e lo si pone fra le camere 1 e 2, nelle quali fu eseguito rispettivamente il carico e lo scarico del materiale. Si apre la comunicazione tra la camera 1 e il canale collettore dei fumi, chiudendo la comunicazione analoga della camera 12. Si apre la porta 3 di comunicazione con l'esterno, e si chiude con muratura la porta 2. Si è così avanzati di uno scompartimento, ma le condizioni relative sono le stesse di prima e le diverse fasi di cottura si succedono nello stesso ordine.
Così si produce indefinitamente avanzando in media da 1 a 2 camere ogni 24 ore". Da questa descrizione si evince che gli elementi fondamentali del forno Hoffmann erano la galleria di cottura suddivisa in celle o camere, il canale collettore dei fumi e la ciminiera; tramite la regolazione dei relativi dispositivi, cioè le porte di servizio, gli sfiati del fumo e i fori sulla volta della galleria, si gestiva il processo di cottura.
Ciò che faceva funzionare il forno era l'aria che entrava dall'unica porta lasciata aperta (le altre erano chiuse con muri provvisori), alimentava il fuoco nelle camere centrali, dove c'era la catasta di mattoni da cuocere, separata dalla prima attraverso un diaframma di ferro o carta; l'aria era obbligata a seguire quel percorso dall'azione di tiraggio del camino, e passando nelle celle precedenti a quelle in cui c'era il fuoco, essendo aria fredda poiché proveniva dall'esterno, raffreddava i materiali già cotti, mentre nelle celle successive a quelle del fuoco, essendosi riscaldata a contatto col fuoco, riscaldava i materiali crudi. Era la conformazione a circuito chiuso dell'impianto a permettere il ciclo ininterrotto di cottura, infatti dopo aver cotto il materiale in una camera si passava a cuocere nelle seguenti; predisponendo in modo opportuno le chiusure e le aperture delle porte e degli sfiati del fumo, il giro avanzava di una cella.
Il fuoco passava da una cella all'altra senza mai spegnersi per tutta la stagione lavorativa, infatti mentre il materiale cuoceva in una camera, dalla parte opposta si poteva proseguire col caricamento del materiale crudo ormai raffreddato. In questa fornace innovativa, si avevano molti vantaggi, sia la produzione in sé, sia il metodo di lavoro:
si risparmiava notevolmente il combustibile dovuto all'alto rendimento termico, dato che si diminuiva il calore disperso a quello indispensabile per il tiraggio e quello che si emanava dalle pareti del forno; una migliore qualità del prodotto e un aumento notevole della produzione, dovuto oltre che alla maggiore ampiezza del forno, all'eliminazione dei tempi morti. Inoltre era facilitato il caricamento e lo scaricamento dei materiali; si aveva la possibilità di riconoscere in ogni momento il grado e il progresso della cottura guardando attraverso le bocche dell'alimentazione; le riparazioni potevano essere eseguite senza interrompere il lavoro perché tutte le parti della fornace si svuotavano progressivamente. Il primo forno Hoffmann di cui si hanno notizie, è quello costruito, prima del 1861, a Schowi presso Stettino, dallo stesso inventore; nei dieci anni seguenti, il forno si diffonde nelle regioni di lingua tedesca, mentre nel 1867 la rappresentazione del progetto all'Esposizione Universale di Parigi, ne favorirà la rapida diffusione in tutta Europa. Il progetto presentato a Parigi è quello del brevetto, cioè raffigura la fornace a piante circolare, con 12 camere di cottura e il camino posto al centro della struttura.
Questa tipologia però non fu quella che ebbe più successo, infatti mostrò fin dal primo momento dei difetti di funzionamento e fu cambiata già nel 1863 da Buherer, un tecnico sperimentatore che a Hofen, presso Sciaffusa, instaurò il primo forno basato sul principio di Hoffmann, ma a pianta ovale allungata.
Questo nuovo tipo di forno che sarà quello più edificato in Italia, era formato da due gallerie rettilinee parallele di lunghezza uguale, collegate alle estremità da altre due gallerie semicircolari, di sezione obliqua uguale alle prime, anche in questo caso il camino era posizionato centralmente all'avvio.
Il funzionamento, incentrato sulla continuità del ciclo di cottura, rimaneva invariato; ciò che veniva modificato era la forma dell'impianto. In questo modo venivano risolti alcuni problemi riguardanti la forma circolare: 
- La difficoltà di accatastare il materiale lungo un canale a pareti curve;
- Una non uniforme distribuzione del calore nel canale di cottura, infatti nei forni circolari la parete interna del canale di cottura era molto più riscaldata di quella esterna;
- Poi la maggiore lunghezza della galleria di cottura faceva funzionare meglio il forno perché ritardava la fase prima del riscaldamento del materiale crudo.

### Tipologia dei manufatti
La Fornace Cavallini produceva principalmente coppi e mattoni, ma anche altri laterizi particolari:
- torzàt, mattoni di dimensioni maggiori rispetto allo standard, come quelli usati per costruire il Mulino di Castelvetro (ora adibito a casa di riposo);
- lambracci, cioè tavelloni forati che, usciti dallo stampo, venivano afferrati dalla "ciapadora" (l'operaia addetta a questa funzione) con un attrezzo speciale di diverse dimensioni, trasportati nell'essiccatoio ("bazel") e disposti su telai ("tlaràt");
- embrici, usati per le coperture al posto dei coppi e considerati materiali più pregiati;
- spezzette, laterizi bombati da una parte, utilizzati per la costruzione dei gradini;
- foratoni, impiegati per muri e tramezze;
- tavelle e tavelline, usati per i pavimenti per i piani;
- lambriccioun, pezzi unici di grosse dimensioni, forati, che venivano usati come architravi sulle porte;
- pez da punt, che servivano per costruire i canali di scolo nelle stalle;
- mezze lunette, mattoni semicircolari usati per le colonne che, nelle stalle, dividevano le poste in cui erano sistemate le vacche;
- inoltre, pezzi speciali come quelli che decorano la chiesa e il campanile di Castelvetro, fabbricati a mano usando degli stampi particolari.

Durante l'inverno, infine, alcuni lavoratori della Fornace fabbricavano, per sé stessi o per amici e conoscenti, vasi per i fiori decorati al tornio o stampati.

## Aspetti sociali
A Castelvetro non esistevano molte alternative di lavoro, pertanto quello alla Fornace Cavallini fu sempre una risorsa molto importante nel contesto rurale locale, per chi desiderava un'attività in fabbrica.
Nonostante la meccanizzazione fosse reclamizzata dai manuali tecnici di inizio secolo, molte fasi di produzione continuavano ad essere svolte manualmente.
La maggior parte dei fornaciai proveniva dalla campagna, per la facilità con cui vi si reperiva manodopera a basso costo, il tipo di lavoro non specializzato che si richiedeva (esclusa la mansione di fuochista), l'ubicazione rurale delle fornaci e la stagionalità dell'occupazione. Tali condizioni favorivano il passaggio dall'agricoltura alla produzione di laterizi; si creò così una situazione ibrida nella quale, pur permanendo una condizione rurale e artigianale, si accettava una graduale industrializzazione.
A Castelvetro la meccanizzazione è stata abbastanza precoce, rispetto ad altre realtà simili: qui infatti nel 1905 venne comprata la prima macchina per fabbricare i laterizi e nel 1910 ne fu acquistata una molto più veloce della precedente. Tali macchine costituivano comunque solo un supporto alla produzione manuale, che rimaneva quella principale.
Occorrerà aspettare altri 15 anni, quando furono acquistate altre 6 presse per le mattonelle di gres, per parlare di meccanizzazione della formatura.
L'impiego delle macchine per altre fasi produttive non fu così rapido.
Molti ragazzi cominciavano a lavorare intorno ai 14-16 anni e per un certo periodo svolgevano i lavori più semplici: venivano incaricati di trasportare il carbone, i mattoni e i coppi nell'aia o di eseguire lavori ripetitivi alle macchine mattoniere. Solo in un secondo momento venivano loro affidate mansioni più impegnative, come quelle di fuochista o capo reparto. 
Anche le donne lavoravano alla Fornace, svolgendo compiti diversi.
Quasi tutti i lavoratori raggiungevano il posto di lavoro a piedi o, i più fortunati, in bicicletta.
La giornata lavorativa era di otto ore, da aprile a ottobre, dal lunedì al sabato, perché la domenica - cosa che non avveniva in nessun'altra fornace - gli operai facevano festa. Solo 
i fuochisti erano necessariamente in servizio anche la domenica, in quanto il forno era a fuoco continuo.
Gli stampatori a mano, che lavoravano a cottimo, e i carriolanti seguivano orari diversi.
Come risulta da testimonianze di operai, la paga veniva considerata generalmente buona dai lavoratori, che ricevevano talvolta gratifiche aggiuntive e i datori di lavoro erano molto attenti a rispettare le leggi.